# モンゴルの河川一覧
モンゴルの河川（モンゴルのかせん）について解説する。
モンゴル語で川を表す語には「ゴル（モンゴル語: гол）」と「ムレン（蒙: мөрөн）」の2種類があるが、そのうち後者がより大きい川を指す傾向にある（日本における「川」と「河」の使い分けに近い）。また、モンゴル語は日本語同様膠着語であるため、「〜の川」を意味する「〜イーン・ゴル（-ийн гол）という形式を持つ名称が多い。例えば、イデル河は “Ideriin Gol （Идэрийн гол）”と記され、これで「イデル（の）河」を意味する。

## 河の長さ上位

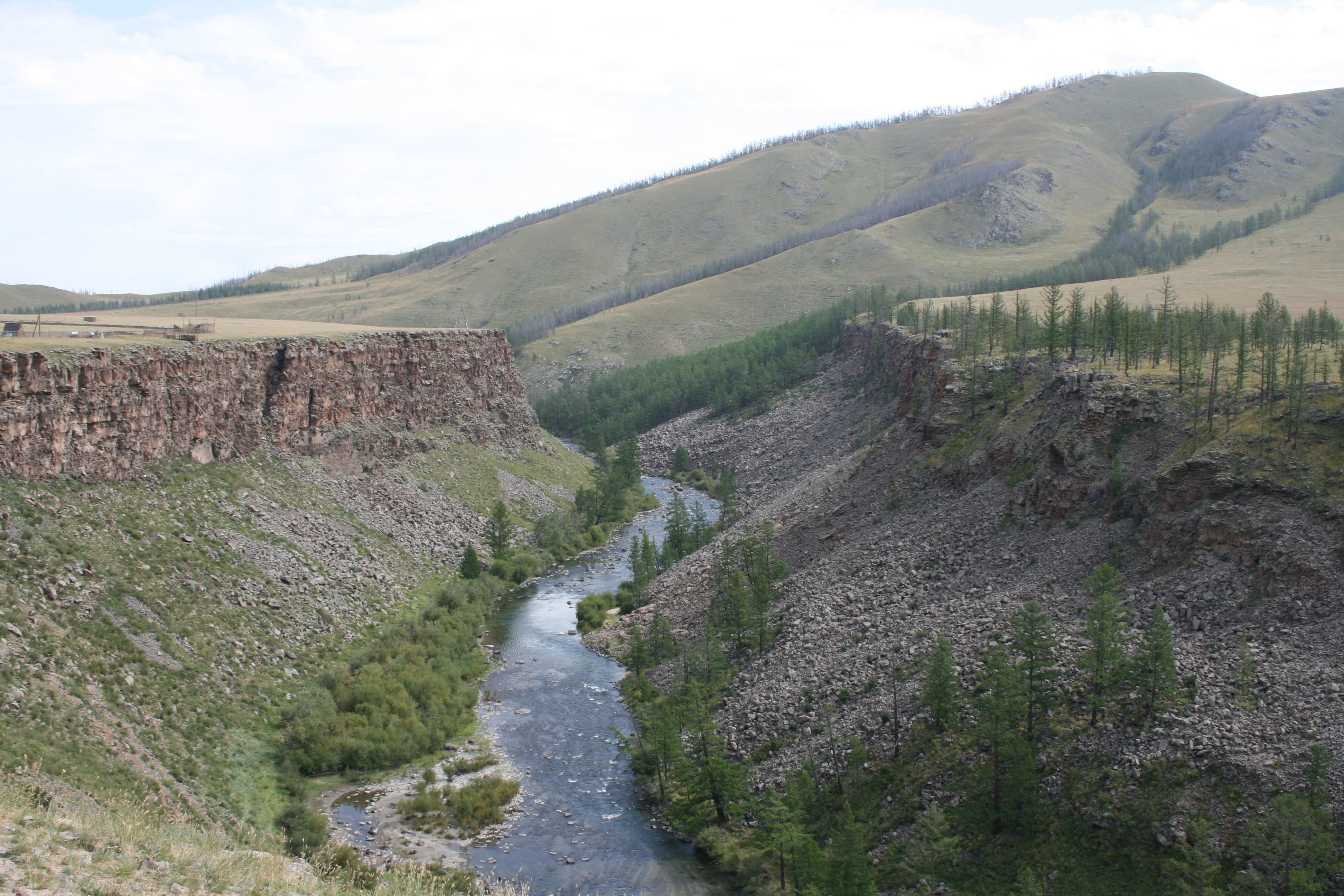
チョロート川の渓谷

1. オルホン川 - 1,124キロメートル (698 mi)
2. ケルレン川 - 1,090キロメートル (677 mi)
3. トーラ川 - 704キロメートル (437 mi)
4. ザブハン川 - 670キロメートル (416 mi)
5. セレンゲ川 - 593キロメートル (368 mi)
6. ホヴド川 - 516キロメートル (321 mi)
7. エグ川 - 475キロメートル (295 mi)
8. イデル川 - 452キロメートル (281 mi)
9. デルゲル川 - 445キロメートル (277 mi)

## 北極海に流れる河川
- イェニセイ川 (ロシア)

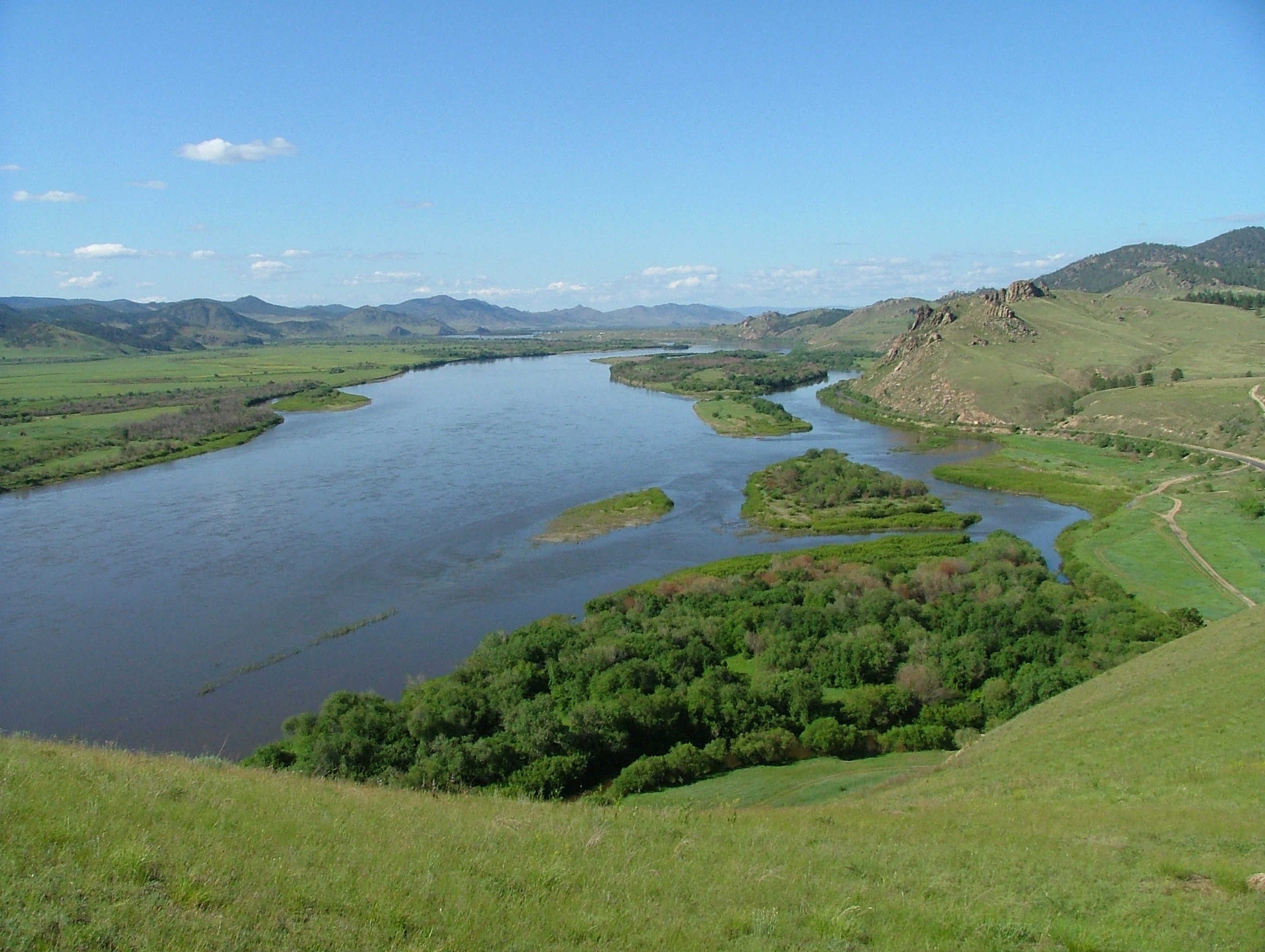
セレンゲ川

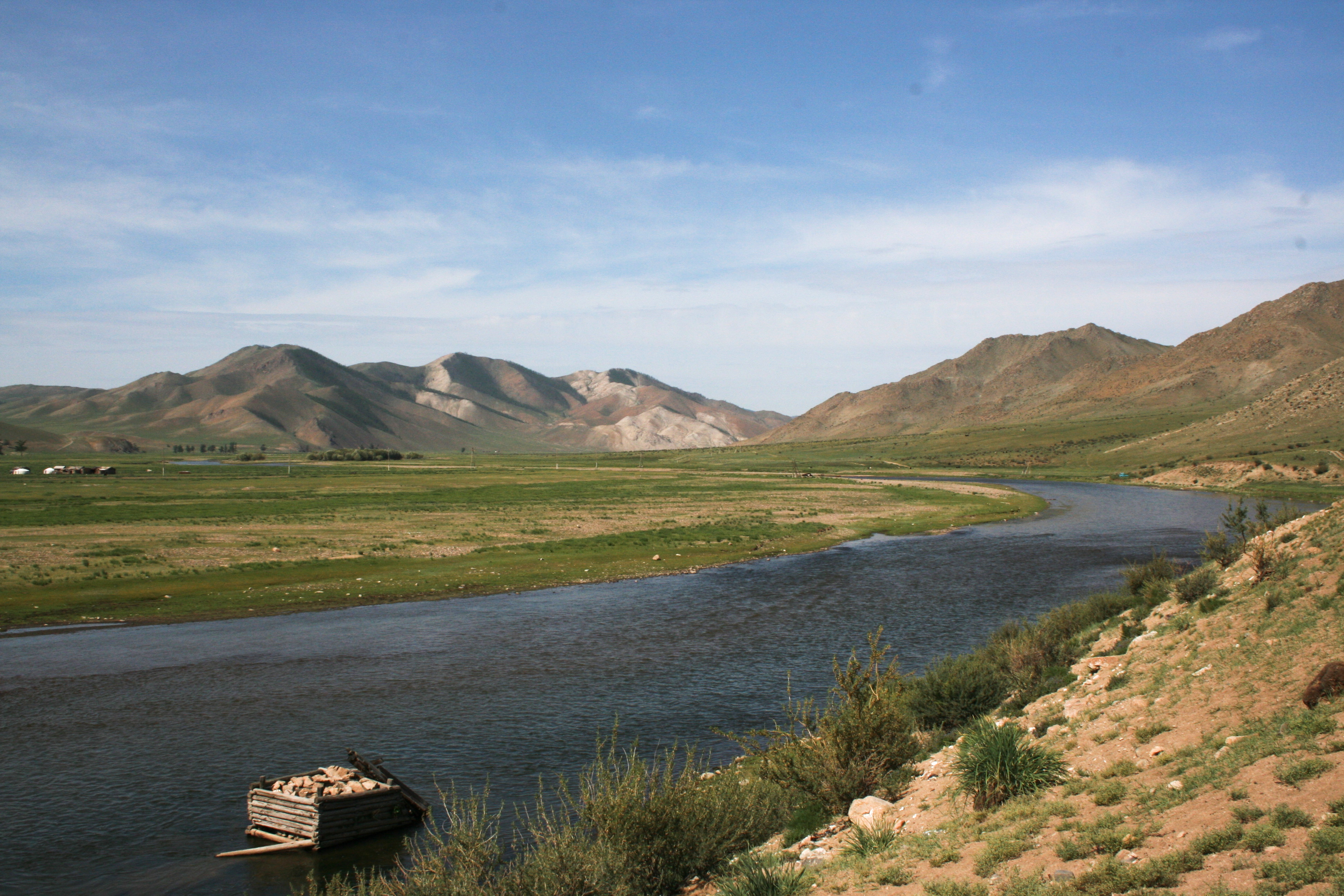
イデル川

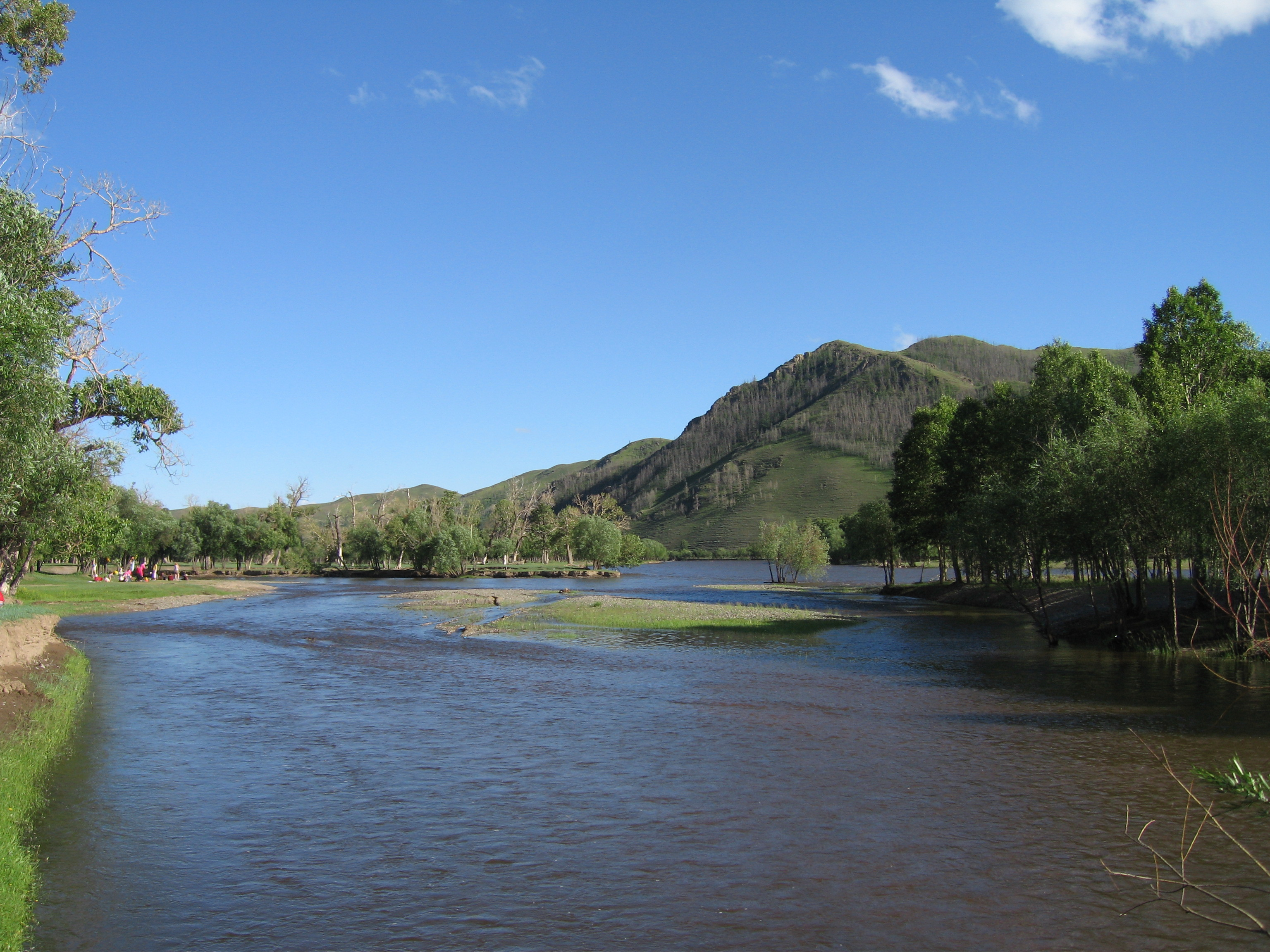
トーラ川

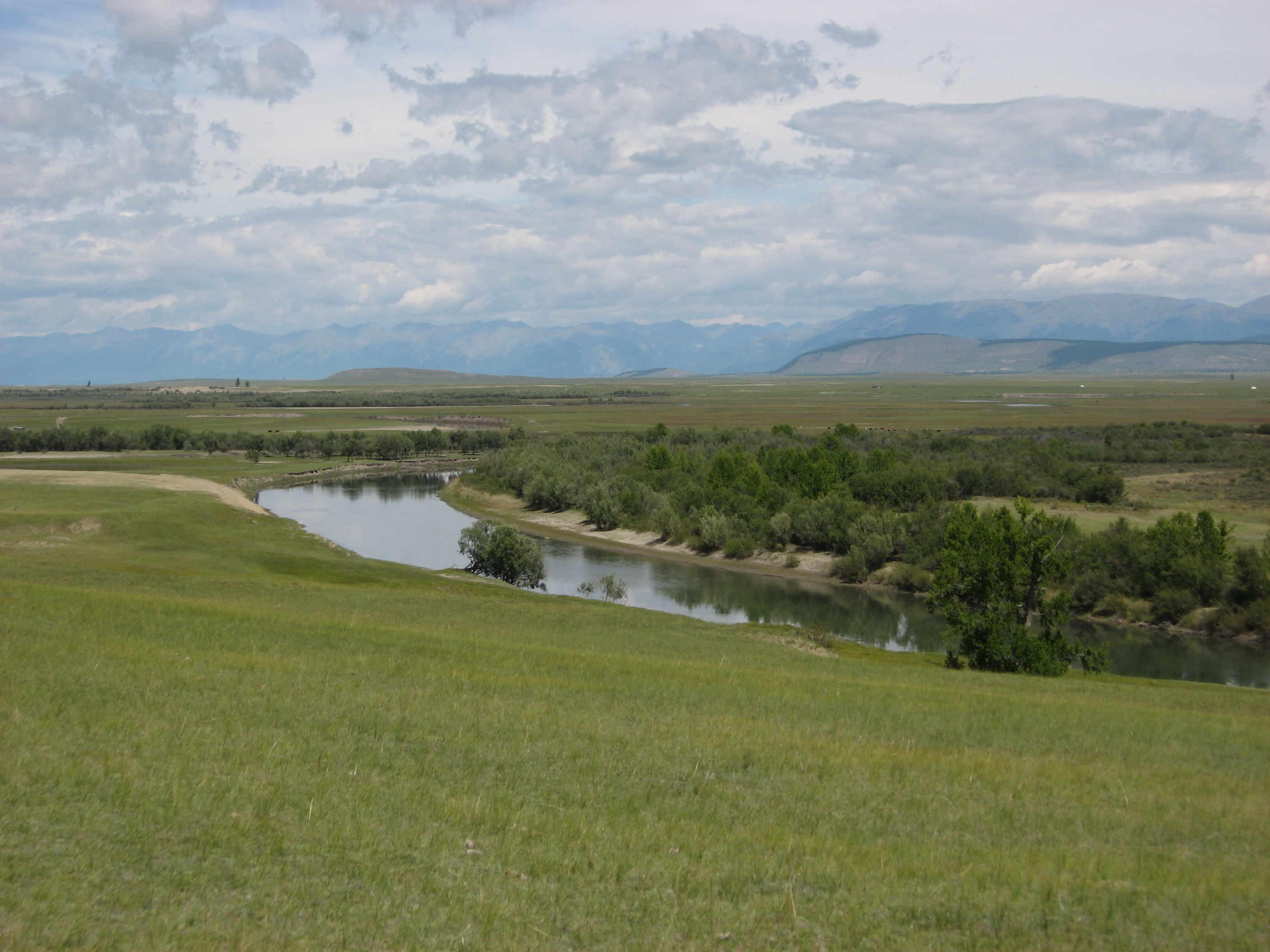
小イェニセイ川

  - アンガラ川 (ロシア) - バイカル湖から流出
    - セレンゲ川 ( Sükhbaatar市のСэлэнгэ мөрөн) - バイカル湖へ流入
      - チロキー川（英語版） (Цөх гол)
        - メンザ川（英語版） (Менза гол)
        - カタンツァ川 (Катанца гол)

      - ジダ川 (ロシア)
        - ゼルテル川（英語版） (Зэлтэрийн гол、ボルガン県/セレンゲ県/ロシア)

      - オルホン川 (Орхон гол、アルハンガイ県/ウブルハンガイ県/ボルガン県/セレンゲ県)
        - トーラ川 (Туул гол、ヘンティー県/トゥブ県/ボルガン県/セレンゲ県)
        - タミル川 (Тамир гол、アルハンガイ県)
        - ハラー川（英語版） (Хараа гол、トゥブ県/セレンゲ県/ダルハン・オール県)

      - エグ川 (Эгийн гол、フブスグル県/ボルガン県) 
        - ウール川（英語版） (Үүрийн гол、フブスグル県)[
          - ウリガン川（英語版） (Уйлган гол、フブスグル県)
          - アリグ川（英語版） (Аригийн гол、フブスグル県)

        - タルヴァガタイ川（英語版） (Тарвагтай гол、ボルガン県)

      - ハヌイ川（英語版） (Хануй гол、アルハンガイ県/ボルガン県)
      - イデル川 (Идэр гол、フブスグル県)
        - チョロート川（英語版） (Чулуут гол、アルハンガイ県/フブスグル県)
          - ソマン川 (Суман гол、アルハンガイ県)

      - デルゲル川 (Дэлгэрмөрөн、フブスグル県)
        - ベルテス川（英語版） (Бэлтэсийн Гол、フブスグル県)
        - ブグス川（英語版） (Бүгсийн Гол、フブスグル県)

  - 下エニセイ(ロシア)
    - ヒジルヘム川（英語版） (Кызыл-Хем)
      - ブセイン川（英語版） (Бусэин гол)
      - シシュゲド川（英語版） (Шишгэд гол、フブスグル県)
        - シャルガ川（英語版） (Шарга гол、フブスグル県)
        - テンギス川（英語版） (Тэнгис гол、フブスグル県)

## オホーツク海（太平洋）に流れる河川
- アムール川 (Хар мөрөн、ロシア/中国)
  - シルカ川 (Шилка гол、ロシア)
    - オノン川 (Онон гол、ロシア/ヘンティー県)

## 内陸湖に流れる河川

### フルン湖
- フルン湖 (中国)
  - ケルレン川 (Хэрлэн гол、中国/ドルノド県/ヘンティー県)
  - オルシュン川（中国語版） (Оршуун гол、中国/ドルノド県) - ブイル湖から流出
    - ハルフ川 (Халх гол、中国/ドルノド県) - 一部がブイル湖へ流入

### バルン・トレイ湖
- バルン・トレイ湖（ロシア語版） (Баруун Тарь нуур、ロシア/ドルノド県)
  - ウルズ川（ロシア語版） (Улз гол、ロシア/ドルノド県/ヘンティー県)

### ウラーン湖
- ウラーン湖（英語版）
  - オンギ川 (Онги гол、ウブルハンガイ県)

### ウルングゥ湖
- ウルングゥ湖 (中国)
  - ウルングゥ川 (Өрөнгө гол、中国)
    - ブルガン川 (Булган гол、ホブド県)
    - チンギル川 (Чингэл гол、中国)

### 大湖盆地

#### ウヴス湖

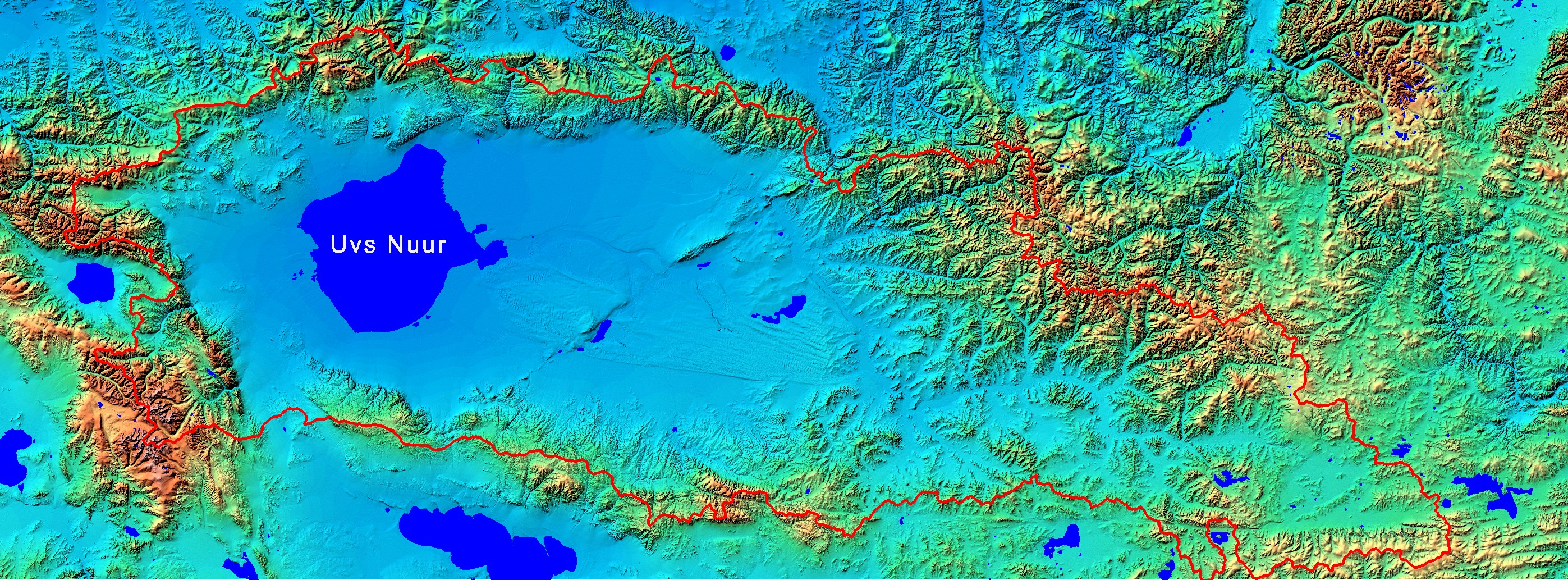
ウヴス湖と周辺の盆地

ウヴス湖に流れ込む河川。周辺の盆地の水系を形成する。
- ウヴス湖
  - ハルヒラー川（英語版） (Хархираа гол)
  - サンギル川 (Сангил гол)
  - トゥルーン川（英語版） (Түрүүний гол)
  - ナル川 (Нарийн гол)
  - テス川 (Тэсийн гол)
    - シャヴァル川（英語版） (Шавар гол)
    - チェレグ川（英語版） (Цэрэг гол)
    - ハチグ川（英語版） (Хачиг гол)
    - エレジン川（英語版） (Эрзин гол)

#### ヒャルガス湖
- ヒャルガス湖
  - ザブハン川 (Завхан гол)
    - テール川 (Тээлийн гол) - ハル湖（英語版）から流出しザブハン川へ合流

#### ハル湖
- ハル湖（英語版）
  - チョノハライフ川 (Чоно харайх гол) - ハル・ウス湖から流出しハル湖に流入

#### ドルゴン湖
- ドルゴン湖 - ハル湖と自然水路で接続

#### ハル・ウス湖
- ハル・ウス湖
  - ホヴド川 (Ховд гол、バヤン・ウルギー県/ホブド県)
  - ブヤント川 (Буянт гол、ホブド県)
  - シュラグ川 (Шураг гол、ホブド県)